# 1244
Cette page concerne l'année 1244  du calendrier julien. Pour l'année 1244 av. J.-C., voir 1244 av. J.-C. Pour le nombre 1244, voir 1244 (nombre).
L'année 1244 est une année bissextile qui commence un vendredi.

## Événements
- Juin : près de six mille cavaliers turcs du Khârezm, chassés par les Mongols, arrivent en Syrie, pillant et rançonnant les villes. Les Khwarezmiens se lancent à l’assaut de Damas. Ils pillent les villages voisins et saccagent les vergers de la Ghouta, mais devant la résistance de la ville, ils se dirigent vers Jérusalem[1].
- 11 juillet : les Khwarezmiens se présentent devant Jérusalem[2] puis occupent la ville, qu'ils pillent, incendient, ravagent comme jamais ; trois cents chrétiens seulement peuvent s'enfuir à Jaffa[3].
- 23 août : la tour de David, citadelle de Jérusalem, tombe aux mains des Khwarezmiens.
- 17 - 18 octobre : défaite des chrétiens de Palestine et des Damascènes face aux musulmans d'Égypte et aux Khwarezmiens à la bataille de La Forbie près de Gaza[4]. Le royaume d’Acre, réduit à une bande côtière, se maintient jusqu’en 1291.
- 12 novembre[5] : le sultan marinide Muhammad ben Abd al-Haqq est assassiné.
  - Au Maroc, les Marinides, confédération de Berbères Zénètes, menacent Meknès. Saïd, successeur du calife Almohade Abd el-Ouahid II, arrête temporairement leur progression. Muhammad ben Abd al-Haqq est tué par un officier des milices de mercenaires chrétiens. Son frère Abû Yahyâ lui succède et conquiert Meknès en 1245[6].

- Séville, Ceuta, Tlemcen et Meknès reconnaissent la suzeraineté de Yahyâ, souverain hafside de Tunis au détriment des Almohades[7].
- Le roi Héthoum Ier d'Arménie et le roi de Mossoul Lulu se placent sous protectorat mongol[8].
- Le lama tibétain Sakya Pandita (1182-1251), chef de l’école religieuse des Sakyapa, se rend auprès du prince mongol Godan (ou Goden), petit-fils de Gengis Khan, dans la région du Kokonor, qui désirait recevoir ses enseignements. Il reste à la cour du prince jusqu’à sa mort[9].

### Europe
- 28 février : reddition de Montségur[10].
- 16 mars : plus de 200 Cathares sont condamnés au bûcher à Montségur[11]. Après la chute de Montségur, de nombreux adeptes du catharisme émigrent en Catalogne, en Sicile et en Lombardie.
- 26 mars : traité d'Almizra, accord frontalier entre la couronne d'Aragon et le royaume de Castille[12].
- 31 mars : traité signé à Rome entre les ambassadeurs de l'empereur Frédéric II et le pape[13]. Frédéric ne l'honore pas.
- 25 juin : Flóabardagi, en français la « bataille du Golfe », bataille navale entre deux clans islandais pendant la guerre civile de l'âge des Sturlungar.
- 29 juin : le pape Innocent IV s’enfuit de Rome pour Lyon[14].
- Juin : Alphonse, fils de Ferdinand III de Castille, prend Lorca[15].
- 2 décembre : Innocent IV arrive à Lyon où il convoque le XIIIe concile œcuménique[16].

- Révolte des barons anglais qui revendiquent le droit de nommer le Chancelier et le Justicier[17].
- Le parti populaire parvient au pouvoir à Florence[18].
- La ville de Berlin est mentionnée pour la première fois[19].